# Aella de Deira
Ælla (Ella, Aella) (¿? - 588) es el primer rey de Deira del que se tiene alguna información. Uno de sus hijos fue Edwino de Deira y su hija Acha fue esposa de Etelfrido de Bernicia y madre de Oswaldo de Bernicia.
De acuerdo con la Crónica Anglosajona, se convirtió en rey el mismo año que Ceawlin de Wessex (560), tras la muerte de Ida de Bernicia, y reinó por 30 años. Sin embargo, la Crónica marca el año 588 como aquel en que Ælla murió, siendo su sucesor Ethelric. Posiblemente ésta fue la razón por la que Florence de Worcester cambió la fecha de ascenso al trono de Ælla al año 559, lo cual haría mantener la duración de su reinado en 30 años.

Los manuscritos de Matthew Parker, y sus subsiguientes copias, preservan la siguiente genealogía de Ælla: 
"Ælla fue hijo de Yffe, el hijo de Uxfrea, el hijo de Wilgisl, el hijo de Westerfalca, el hijo de Sæfugl, el hijo de Sæbaldo, el hijo de Segegeat, el hijo de Swebdæg, el hijo de Sigegar, el hijo de Wædæg, el hijo de Woden".
Nada más se conoce de Ælla, pero parece ser mencionado en la legendaria saga de Gautrek, donde fue visitado por el rey Gautrek.